# كوسيإي نوماتا
كوسيإي نوماتا (باليابانية: 沼田 航征) (مواليد 12 يناير 2002) هو لاعب كرة قدم ياباني.

## وصلات خارجية
- كوسيإي نوماتا على موقع رابطة كرة القدم اليابانية للمحترفين (اليابانية)
- كوسيإي نوماتا على موقع Soccerway.com (الإنجليزية)
- كوسيإي نوماتا على موقع عالم كرة القدم.نت (الإنجليزية)